# Fraction de mélange
La fraction de mélange, généralement notée {\displaystyle Z}, est une quantité utilisée dans les études de combustion qui mesure la fraction massique normalisée dans un milieu issu du mélange d'un combustible et d'un oxydant. Dans certaines configurations elle constitue une variable permettant une description simple de la flamme.
Cette quantité est liée au rapport de mélange

## Définition

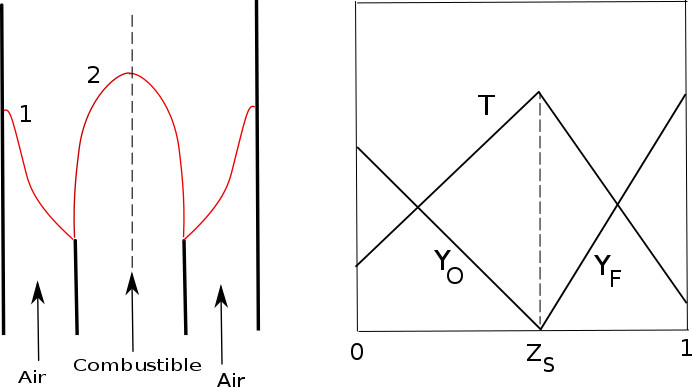
Flamme de Burke-Schumann. Position de la flamme pour une faible alimentation en air (1) ou une faible alimentation en combustible (2) et diagrammes et

Soient {\displaystyle Y_{F}} et {\displaystyle Y_{O}} les fractions massiques relatives au combustible et à l'oxydant, respectivement.
Supposons une région de l'espace réactive représentant une flamme alimentée par,,,, :
- un flux de combustible comportant la fraction massique de combustible {\displaystyle Y_{F,F}} et, éventuellement, une fraction non-réactive {\displaystyle 1-Y_{F,F}},
- un flux d'oxydant avec une fraction massique d'oxydant {\displaystyle Y_{O,O}} et, éventuellement, une fraction non-réactive {\displaystyle 1-Y_{O,O}}.

Par exemple, si l'oxydant est l'air et le combustible est homogène, alors {\displaystyle Y_{O,O}\simeq 0,23} et {\displaystyle Y_{F,F}=1}.
Soit {\displaystyle s} la masse d'oxydant nécessaire pour brûler une unité de masse de combustible. Par exemple :
- pour le couple oxygène-hydrogène correspondant à la réaction {\displaystyle H_{2}+{\frac {1}{2}}O_{2}\to H_{2}O} alors {\displaystyle s=8},
- pour le couple oxygène-{\displaystyle \mathrm {C} _{m}\mathrm {H} _{n}} (alcane) correspondant à la réaction {\displaystyle C_{m}H_{n}+\left(m+{\frac {n}{4}}\right)O_{2}\to mCO_{2}+{\frac {n}{2}}H_{2}O} alors {\displaystyle s=32(m+n/4)/(12m+n)}.

En normalisant les fractions massiques par {\displaystyle y_{F}=Y_{F}/Y_{F,F}} et {\displaystyle y_{O}=Y_{O}/Y_{O,O}} on définit alors la fraction de mélange par :
{\displaystyle Z={\frac {Sy_{F}-y_{O}+1}{S+1}}}
où
{\displaystyle S={\frac {sY_{F,F}}{Y_{O,O}}}}
est le paramètre de stœchiométrie, également connu sous le nom de rapport de mélange global. À la limite côté combustible {\displaystyle y_{F}=1} et {\displaystyle y_{O}=0}, donc {\displaystyle Z=1}. De même, à la limite côté d'oxydant {\displaystyle y_{F}=0} et {\displaystyle y_{O}=1} de sorte que {\displaystyle Z=0}. Partout ailleurs dans le domaine de mélange {\displaystyle 0<Z<1}.
La fraction de mélange est un champ décrivant la composition du milieu {\displaystyle Z=Z(\mathbf {x} ,t)}, fonction des coordonnées spatiales {\displaystyle \mathbf {x} } et du temps {\displaystyle t}. Il est nommé scalaire passif car il n'influence pas le milieu environnant, par opposition à la température par exemple. Il peut être utilisé comme variable indépendante dans des problèmes unidimensionnels (voir figure).
Dans le domaine des flammes de mélange de type système de réaction-diffusion on trouve des exemples où la solution approximative montre l'existence de surfaces planes ou de révolution où le combustible et l'oxygène se trouvent mélangés dans des proportions stœchiométriques. La courbe de niveau {\displaystyle Z(\mathbf {x} ,t)=Z_{s}}, où {\displaystyle Z_{s}} est appelé la fraction de mélange stœchiométrique, est obtenue en {\displaystyle Y_{F}=Y_{O}=0}. D'où :
{\displaystyle Z_{s}={\frac {1}{S+1}}}.

## Relation entre le rapport d'équivalence local et la fraction de mélange
On considère le problème de la combustion partiellement prémélangée. En l'absence de réaction chimique, ou en considérant le côté imbrûlé de la flamme, les fractions massiques de combustible et de comburant sont {\displaystyle y_{F,u}=Z} et {\displaystyle y_{O,u}=1-Z} (l'indice {\displaystyle u} désigne le mélange imbrûlé). Cela permet de définir un rapport de mélange local :
{\displaystyle \phi ={\frac {sY_{F,u}}{Y_{O,u}}}={\frac {Sy_{F,u}}{y_{O,u}}}}
La relation entre le rapport d'équivalence local et la fraction de mélange est donnée par :
{\displaystyle \phi ={\frac {SZ}{1-Z}}\qquad \Rightarrow \qquad Z={\frac {\phi }{S+\phi }}}
La fraction de mélange stœchiométrique {\displaystyle Z_{s}} définie précédemment est telle que le rapport d'équivalence local est {\displaystyle \phi =1}.

## Fraction de mélange de Liñán
Amable Liñán a introduit en 1991 une fraction de mélange modifiée utilisable dans les systèmes où le combustible et l'oxydant ont des nombres de Lewis différents,. Si {\displaystyle Le_{F}} et {\displaystyle Le_{O}} sont respectivement le nombre de Lewis du combustible et de l'oxydant, alors la fraction de mélange de Liñán est définie par :
{\displaystyle {\tilde {Z}}={\frac {{\tilde {S}}y_{F}-y_{O}+1}{{\tilde {S}}+1}}}
où
{\displaystyle {\tilde {S}}={\frac {Le_{O}S}{Le_{F}}}}
La fraction de mélange stœchiométrique {\displaystyle {\tilde {Z}}_{s}} est donnée par :
{\displaystyle {\tilde {Z}}_{s}={\frac {1}{{\tilde {S}}+1}}}.